# Zespół dworski na Wolicy
Zespół dworski na Wolicy – zabytkowy dwór wraz z parkiem na Wolicy – dzielnicy Dębicy.

## Dwór
Pierwsza informacja o dworze pochodzi z 1500 r., kiedy w wyniku podziału majątku pomiędzy Gryfitami dębickimi, posiadłość stała się własnością Jakuba z rodu Gryfitów. Najprawdopodobniej z początku był to dwór całkowicie drewniany, który uległ zniszczeniu podczas rzezi galicyjskiej w 1846 roku. W jego miejsce w połowie XIX wieku powstał nowy częściowo drewniany budynek, lecz o przeważającej zabudowie murowanej opartej na kamienno-ceglanych fundamentach. Dwór w obecnej eklektycznej szacie architektonicznej powstał w latach 1890–1892, kiedy właścicielem był Henryk Christiani. W 1944 r. dwór został splądrowany przez wojska radzieckie, a właściciele wyrzuceni. Po wojnie w znacjonalizowanym budynku był m.in. PGR i prewentorium. W 2008 r. dwór wraz z zespołem parkowym został sprzedany państwu Kazimierzowi i Wandzie Mikrutom. Po remoncie powstała tu restauracja wraz z kompleksem noclegowym.

## Park
Budynek dworu otacza park (2,4 ha powierzchni) z pomnikowymi dębami, rosną tu też lipy drobnolistne, olsze i graby. Do parku prowadzi aleja dojazdowa z dwoma szpalerami kasztanowców. W parku również figura N. P. Maryi Niepokalanie Poczętej z 1917 roku.